# Nicola Schmidt
Nicola Dolores Schmidt (* 1977 in München) ist eine deutsche Wissenschaftsjournalistin und Buchautorin zu Erziehungsthemen sowie Gründerin und Geschäftsführerin der Artgerecht GmbH.

## Leben
Schmidt wurde 1977 als Tochter der bildenden Künstlerin Johanna Schmidt und des Sozialwissenschaftlers Karl Stroetmann geboren. Sie studierte von 1995 bis 2000 Politikwissenschaft an der Freien Universität Berlin und wurde in München, Paris und Dortmund zur Wissenschaftsjournalistin ausgebildet.
Von 2000 bis 2003 war Schmidt fest angestellte Redakteurin bei der Fachzeitschrift Computer Reseller News in München. Anschließend leitete sie bis 2009 als selbstständige Journalistin gemeinsam mit Elmar Török ein freies Redaktionsbüro, das unter anderem für Focus Online, die Financial Times Deutschland und die Süddeutsche Zeitung schrieb. Seitdem bloggt sie und schreibt als Autorin für Fachmagazine. Schmidt veröffentlichte mehrere Bestseller über kindliche Entwicklung aus Sicht der Verhaltens- und Evolutionsforschung.
Schmidt hat zwei Kinder und lebt mit ihrer Familie in der Nähe von Bonn.

## Wirken
2012 gründete Schmidt zur Verbreitung dieses Wissen und zur Unterstützung von Familien das „Artgerecht-Projekt“. Es verbindet Erziehung und kindliche Entwicklung mit Fragen von Nachhaltigkeit und Ökologie. Sie schult Eltern und Fachleute, vor allem Hebammen und Tagesmütter.
Schmidts erstes Sachbuch („Mut – wie Kinder über sich hinauswachsen“) erschien 2014. Größere Beachtung erhielt sie für die „artgerecht“-Ratgeber der Jahre 2015, 2017 und 2018 aus dem Kösel Verlag: „Artgerecht – das andere Babybuch“ gefolgt von „Artgerecht – das kleine Babybuch“ sowie „Artgerecht – das andere Kleinkinderbuch“. Zusammen mit der Co-Autorin Julia Dibbern schrieb sie „Slow Family“, ein Plädoyer für mehr Achtsamkeit, Zeit und Vertrauen im Umgang mit Kindern, gefolgt von „Wild World“, eine Anleitung zum „entspannten Elternsein“. 2017 entwickelte Schmidt mit der Psychologin Maryam Boos in „Mut – starke Gefühle erleben“ konkrete Projektideen zum Thema Mut und Gewaltprävention für Fachkräfte in Kindertagesstätten. Mit ihrem 2018 veröffentlichten Spiegel-Wissen-Bestseller „Geschwister als Team“ positionierte sie sich auch in den Medien als Expertin für Erziehungsfragen. Aktuelle Werke des Jahres 2019 sind ein Familienkalender und der Ratgeber „Erziehen ohne Schimpfen“, der in Deutschland und der Schweiz ebenfalls zum Bestseller wurde.

## Werke
- Mut – wie Kinder über sich hinauswachsen. Beltz Verlag, Weinheim 2014, ISBN 978-3-407-72715-2.
- Artgerecht – das andere Babybuch. Kösel Verlag, München 2015, ISBN 978-3-466-34605-9.
- Slow Family: Sieben Zutaten für ein einfaches Leben mit Kindern. Beltz Verlag, Weinheim 2016, ISBN 978-3-407-86426-0.
- Artgerecht – das kleine Babybuch. Kösel Verlag, München 2017, ISBN 978-3-466-31082-1.
- Mut – starke Gefühle erleben. 40 Projektideen für die Kita. Beltz Verlag, Weinheim 2017, ISBN 978-3-407-72758-9.
- Artgerecht – das andere Kleinkinderbuch. Kösel Verlag, München 2018, ISBN 978-3-466-31096-8.
- Geschwister als Team: Ideen für eine starke Familie. Kösel Verlag, München 2018, ISBN 978-3-466-31104-0.
- Wild World: Wie Kinder an der Welt wachsen und Eltern entspannt bleiben. Beltz Verlag, Weinheim 2019, ISBN 978-3-407-86569-4.
- Artgerecht – Der andere Familienkalender 2020. Kösel Verlag, München 2019, ISBN 978-3-466-31117-0.
- Erziehen ohne Schimpfen: Alltagsstrategien für eine artgerechte Erziehung. Gräfe und Unzer Verlag, München 2019, ISBN 978-3-8338-6856-6.
- Artgerecht durch den Familienalltag … weil das echte Leben auch echte Lösungen braucht! Kösel Verlag, München 2022, ISBN 978-3-466-31190-3.